# Kelsey Farkas
Pour les articles homonymes, voir Farkas.
Kelsey Farkas est une joueuse américaine de hockey sur gazon. Elle évolue au poste de milieu de terrain au Mystx et avec l'équipe nationale américaine.

## Biographie
- Naissance le 7 décembre 1998 à Ardmore.
- Élève à l'Université Columbia.

## Carrière
Elle a été appelée en équipe première en juin 2021 et a joué son premier match international le 26 novembre 2021 lors d'un match amical contre la Canada en Californie.